# القمر المربع
القمر المربع، مجموعة قصصية من مؤلفات الشاعرة والكاتبة العربية السورية غادة السمان، صدرت في عام 1998، عن منشورات غادة السمان في بيروت، لبنان.